# Lunae Palus (cuadrángulo)

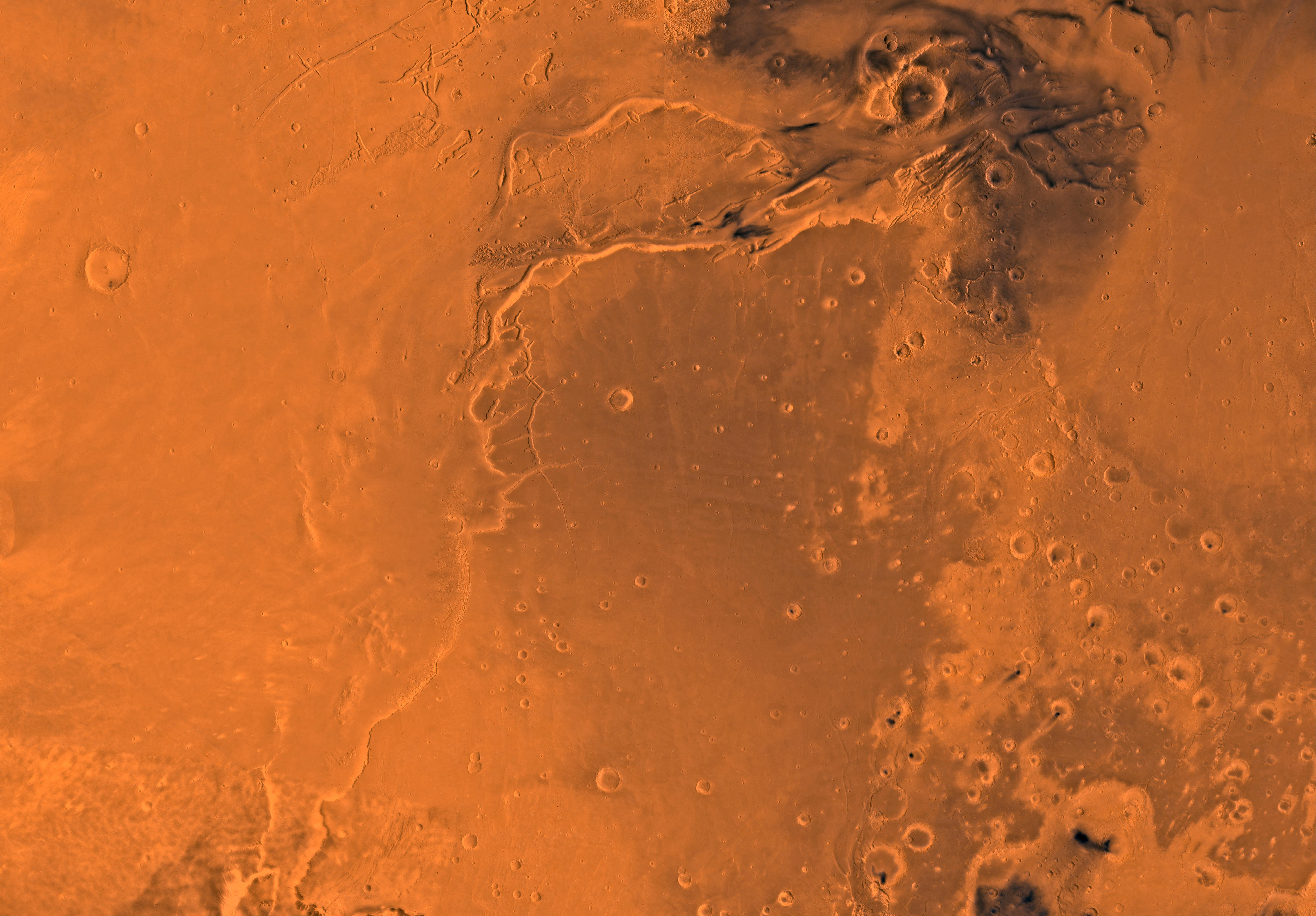
Imagen del Cuadrángulo Lunae Palus (MC-10). La parte central incluye Lunae Planum que, en los límites oeste y norte, es diseccionado por Kasei Valles que, a su vez, termina en Chryse Planitia.

El cuadrángulo de Lunae Palus es uno de una serie de 30 mapas cuadrangulares de Marte utilizados por el Programa de Investigación de Astrogeología del Servicio Geológico de los Estados Unidos (USGS). Al cuadrilátero también se le conoce como MC-10 (Mars Chart-10). Lunae Planum y partes de Xanthe Terra y Chryse Planitia se encuentran en el cuadrángulo de Lunae Palus. El cuadrángulo de Lunae Palus contiene muchos valles fluviales antiguos.

## Descripción
El cuadrilátero cubre el área de 45° a 90° de longitud oeste y de 0° a 30° de latitud norte en Marte. El Viking 1 Lander (parte del programa Viking) aterrizó en el cuadrilátero el 20 de julio de 1976, a 22,4°N 47,5°O. Fue la primera nave espacial robótica en aterrizar con éxito en el Planeta Rojo.